# Мяэметс, Айме Антоновна
А́йме Антоновна Мя́эметс (эст. Aime Mäemets, в девичестве А́нимяги; 29 сентября 1930, волость Пёэгле, Эстония — 17 июля 1996, Ранну, Эстония) — советский и эстонский гидробиолог.

## Биография
Родилась в семье школьного учителя. Окончила в 1954 году Тартуский государственный университет по специальности «биология». 
С 1961 по 1996 годы работала научным сотрудником Института зоологии и ботаники Академии наук Эстонской ССР (позднее Эстонской академии наук). Известна исследованием макрофлоры и бактерий в озёрах, в основном в Чудско-Псковском озере и многочисленных озёрах Эстонии. Публиковалась в журнале «Eesti NSV floora» («Флора Эстонской ССР») и в многотомном издании «Флора Европейской территории СССР». В сферу исследований Мяэметс также входили макрофиты и рдестовые.
Умерла в посёлке Ранну. Похоронена на городском кладбище Эльва.

## Научные работы
На русском языке
- Мяэметс, А. А. О численности бактерий в воде Псковско-Чудского озе ра. — С рис. Гидробиол. исследования, 4, 1966, с. 43—48. — Резюме на эст. и англ. яз. — Библиогр. 13 назв.
- Мяэметс А., Райтвийр А. Классификация озер при помощи многокритериального анализа // Основы биопродуктивности внутренних водоемов Прибалтики. - Вильнюс, 1975, с. 159-163.
- Флора Балтийских республик. 2 : сводка сосудистых растений = Flora of the Baltic countries : compendium of vascular plants / [М. Абакумова, Л. Вильясоо, Н. Ингерпуу... и др.] ; редакторы В. Кууск, Л. Табака, Р. Янкявичене ; Академия наук Эстонии, Институт зоологии и ботаники, Академия наук Латвии, Институт биологии, Институт ботаники Литвы. Тарту, 1996.

На эстонском языке
- Kõrgem taimestik. – Võrtsjärv (1973)
- Antropogeense eutrofeerumise mõju eri tüüpi järvede suurtaimestikule (makrofloorale). – Eesti NSV järvede nüüdisseisund (1982)
- Sugukond penikeelelised – Potamogetonaceae Dumort. – Eesti NSV floora 9, 1984
- Ohustatud ja haruldaste veetaimede olukord Eesti järvedes. – Taimeriigi kaitsest Eesti NSV-s (1988)
- Suurtaimed: [Peipsi järves] (1999, koos Helle Mäemetsaga)

## Семья
- Муж — Ааре Генрихович Мяэметс (1929—2002) — гидробиолог, зоолог, лимнолог, эколог и фотограф-натуралист.
- Дочь — Хелле Мяэметс (род. 1955) — биолог[3].